# 1008
1008 (MVIII) var ett skottår som började en torsdag i den julianska kalendern.

## Händelser

### Okänt datum
- Olof Skötkonung låter enligt legenden döpa sig och sin familj vid Husaby källa. Den som utförde dopet skall ha varit Sankt Sigfrid.
- Hammad ibn Buluggin blir den förste hammadidiske härskaren.
- Hisham II efterträds av Mohammed II som kalif av Córdoba.

## Födda
- 4 maj – Henrik I, kung av Frankrike 1031–1060.
- 25 juli – Anund Jakob, kung av Sverige 1022–1050 (möjligtvis född detta datum, då det var Jakobsdagen; han kan också ha fötts 1000).
- Go-Ichijo, japansk kejsare.
- Takasues dotter, japansk författare.

## Avlidna
- 10 april – Notker, biskop av Liège.[1]

### Fotnoter
1. ↑  ”Chronology of World History”. Arkiverad från originalet den 12 oktober 2011. https://www.webcitation.org/62NLU2AIL?url=http://www.islandnet.com/~KPOLSSON/worldhis/wor1000.htm. Läst 18 juli 2011.